# 名古屋三曲連盟
名古屋三曲連盟（なごやさんきょくれんめい）は、愛知県名古屋市にある三曲演奏家の団体である。

## 概要
戦後の名古屋邦楽界の牽引役として名古屋邦楽協会は大きな存在であった。長唄・小唄などの三味線音楽には財界人の支援や花柳界の力もあり、協会のなかでの発言力は大きくあったが、戦後の好景気にのって筝曲や尺八などの三曲合奏が普及、1970年代には大学生の三曲サークル活動が盛んになり、一般的な三曲人口は増大していた。その当時、邦楽協会における三曲部門の発言力も強くなっていたが、なかなか三曲部門の独立を言い出せるものではなかった。
当時の名古屋邦楽協会での主要な三曲理事会員は、国風音楽会の三品検校、宮城会の田村通子など。邦楽協会総会での三曲部門の脱会発言は正絃社の野村正峰が行った。
「野村理事が邦楽協会脱退宣言」との新聞記事にもなったが、特に問題視されることもなく三曲連盟創立への足がかりが得られた。
三曲理事会員の約束では、全国的な知名度の高い三品検校を会長に、新しい三曲協会を発足させることに話が進められていたのだが、脱退宣言ののち、意見の食い違いからなかなか新しい結束が成り立たないまま一年が過ぎた。このまま新しい協会の発足が流れてしまっては、と助け舟を出したのは、当時、NHKで邦楽番組を担当していた音楽プロデューサー平手久子。そこから平手を理事長に、新しい三曲団体「名古屋三曲連盟」がようやく発足した。名古屋三曲界の発展に努めている。

## 事業
- 1974年、連盟創立記念演奏会（名古屋市民会館中ホール）を開催。

その後定期公演はじめ中日三曲名流選、愛知県芸術祭、名古屋市から委託のこども巡回劇場、あいちトリエンナーレ祝祭事業などを行う。